# Riwal Platform Cycling Team/Saison 2016
Dieser Artikel listet Erfolge und Fahrer des Radsportteams Riwal Platform Cycling Team in der Saison 2016 auf.

## Erfolge in der UCI Europe Tour
In den Rennen der Saison 2016 der UCI Europe Tour gelangen die nachstehenden Erfolge.
| Datum     | Rennen                | Kat. | Sieger                |
| --------- | --------------------- | ---- | --------------------- |
| 29. April | Himmerland Rundt      | 1.2  | Jonas Wilsly Gregaard |
| 25. Mai   | 4. Etappe An Post Rás | 2.2  | Nicolai Brøchner      |
| 29. Mai   | 8. Etappe An Post Rás | 2.2  | Nicolai Brøchner      |

## Abgänge – Zugänge
| Zugänge               | Team 2015               | Abgänge             | Team 2016                            |
| --------------------- | ----------------------- | ------------------- | ------------------------------------ |
| Jonas Wilsly Gregaard | Team TreFor-Blue Water  | Kasper Klostergaard | Karriereende                         |
| Trøls Vinther         | Cult Energy Pro Cycling | Mads Christensen    | Unbekannt                            |
| Andreas Stokbro       |                         | Nikola Aistrup      | Unbekannt                            |
| Patrick Clausen       | Team TreFor-Blue Water  | Martin Herbæk       | Karriereende                         |
| Jens Bundgaard Vinkel | Neoprofi                | Andreas Holm        | Karriereende                         |
| Steffen Munk          |                         | Kaspar Schonnemann  | Team Soigneur-Copenhagen Pro Cycling |

## Mannschaft
| Name                   | Geburtstag       | Nationalität |
| ---------------------- | ---------------- | ------------ |
| Emil Bækhøj            | 18. April 1994   | Dänemark     |
| Nicolai Brøchner       | 4. Juli 1993     | Dänemark     |
| Patrick Clausen        | 2. Juli 1990     | Dänemark     |
| Casper von Folsach     | 30. März 1993    | Dänemark     |
| Jonas Wilsly Gregaard  | 30. Juli 1996    | Dänemark     |
| Jonas Aaen Jørgensen   | 20. April 1986   | Dänemark     |
| Kasper Linde Jørgensen | 23. August 1984  | Dänemark     |
| Tobias Kongstad        | 19. April 1996   | Dänemark     |
| Rasmus Mygind          | 8. Mai 1989      | Dänemark     |
| Jesper Mørkøv          | 11. März 1988    | Dänemark     |
| Steffen Munk           | 2. April 1992    | Dänemark     |
| Morten Øllegaard       | 6. Februar 1988  | Dänemark     |
| Casper Pedersen        | 15. März 1996    | Dänemark     |
| Andreas Stokbro        | 8. April 1997    | Dänemark     |
| Jens Bundgaard Vinkel  | 7. Februar 1996  | Dänemark     |
| Trøls Vinther          | 24. Februar 1987 | Dänemark     |